# Bilingualer Erstspracherwerb
Bilingualer Erstspracherwerb bezeichnet den gleichzeitigen Erwerb zweier Sprachen in der frühen Kindheit.
Man spricht auch von simultanem bilingualen Spracherwerb oder von simultan erworbener Zweisprachigkeit (bzw. allgemeiner bei Mehrsprachigkeit von simultanem multilingualen Spracherwerb oder  simultan erworbener Mehrsprachigkeit).
Wird hingegen zunächst die Muttersprache bzw. Erstsprache erworben (Erstspracherwerb, L1) und danach eine Zweitsprache erworben (Zweitspracherwerb, L2), spricht man von sukzessivem bilingualen Spracherwerb oder sukzessiv erworbener Zweisprachigkeit.
Die Abgrenzung zwischen dem simultanen und dem sukzessiven bilingualen Spracherwerb ist fließend und wird in der Literatur unterschiedlich definiert.
Studien zufolge gibt es Voraussetzungen, die für einen erfolgreichen bilingualen Erstspracherwerb erforderlich sind. Der Input muss „in allen Zielsprachen ausreichend und ausreichend differenziert“ sein. Zu den Voraussetzungen gehören zudem:
- eine positive Einstellung zur Bilingualität,
- die Wertschätzung beider Sprachen und Kulturen,
- intensive emotionale und sprachliche Zuwendung beider Elternteile und
- ein regelmäßiger und dauerhafter Kontakt mit Sprechern beider Sprachen.